# 2019年J2最終節 柏対京都
- 日本プロサッカーリーグ  >  J2リーグ  >  2019年のJ2リーグ > 2019年J2最終節 柏対京都
- 2019年のスポーツ  >  2019年のサッカー  >  2019年のJリーグ  >  2019年のJ2リーグ > 2019年J2最終節 柏対京都

この項目では、2019年11月24日に行われたJ2リーグ 第42節（最終節）のうち、千葉県柏市の三協フロンテア柏スタジアムで行われた柏レイソル対京都サンガF.C.の試合について述べる。
柏が13-1と京都に大勝を収め、様々なJリーグ記録が更新された。

## 最終節に至るまでの経緯
2019年のJ2リーグは、黄金期を率いたネルシーニョを再招聘し優勝の大本命と目されていた柏が序盤足踏みするも、前年夏に加入したFWオルンガの活躍もあり6月から8月にかけて11連勝。第25節でファジアーノ岡山に勝利して首位に浮上すると、これを機に独走態勢に入り、最終節を前にした第41節のFC町田ゼルビア戦（町田市立陸上競技場）での勝利により、最終節を待たずしてJ2優勝・J1復帰を決めており、最終節は順位等に関係の無い試合となっていた。
一方の京都は、この年監督に就任した中田一三のもとでポゼッションスタイルを浸透させ、リーグ中盤では一時首位に立つものの、そこからの混戦の中でじりじりと順位を下げ、第41節終了時点ではJ1参入プレーオフ進出圏にも届かない勝点68の7位にとどまっていた。しかしこの時点で6位ヴァンフォーレ甲府とは勝点で並び、4位モンテディオ山形・5位徳島ヴォルティスとは勝ち点2差であり、勝てば最終節での上位陣の結果次第では逆転で進出が見込める状況となっていたものの、6位甲府及び勝点67（京都と勝点差1）の8位水戸ホーリーホックとは得失点差で水をあけられており、しかも上位の3チームが下位チームと対戦する中で、「出来れば大勝、最低でも引き分け以上」が必須要件になっていた。

## 試合経過

### 前半
この試合、柏は前節から2人変更したオルンガの1トップ布陣を敷いたのに対し、京都はこの年全試合出場を果たしていたDF黒木恭平を出場停止で欠き、前節までの3バックから本多勇喜と安藤淳を起用する4-3-3の攻撃的布陣を敷き、さらにDF登録の控え選手は冨田康平1人のみとするなど、攻撃的な選手交代を見据えていた。
キックオフからわずか1分、柏は右サイドの崩しからMF瀬川祐輔がオープニングシュートを放ち、直後のコーナーキックでDF鎌田次郎の反らしからFW江坂任がゴールに迫るなど、序盤から柏が攻勢に出る。するとその流れのまま6分、相手陣内でボールを奪った瀬川が中央をドリブルで攻め上がり、ラストパスを受けたFWオルンガがゴール左上へ強烈なシュートを放ち先制点を挙げる。すぐに追いつきたい京都だったが、DF本多が前半14分にアキレス腱断裂の大怪我を負い、プレー続行不可能となって早くもDF冨田との交代カードを切らざるを得なくなる。その後も柏ペースで試合は進み、23分に右サイドからMFクリスティアーノが上げたクロスをオルンガが頭で合わせ2点目、27分にはDF高橋峻希のグラウンダーのクロスに瀬川が右足で合わせ3点目を挙げる。さらに33分、中盤でヒシャルジソンがボールを奪い、スルーパス。反応したオルンガがドリブルで攻め上がり、GKとの1対1を冷静に決め、オルンガは前半だけでハットトリックを達成した。京都はこの時点で4バックから3バックに布陣を変更、これが功を奏したか38分にDF冨田のクロスを受けたFW一美和成が放ったシュートをGK中村航輔が弾いたこぼれ球をFW小屋松知哉が押し込み1点を返す。しかし前半終了間際の柏のコーナーキックで京都DF田中マルクス闘莉王が京都DF安藤と味方同士で接触し鼻から出血、治療を続けたまま前半が終了し、4-1と柏の3点リードで折り返した。

### 後半
京都は出血の止まらないDF闘莉王を後半開始から下げざるを得なくなるが、前述のとおりDFの控え選手が残っておらず、FWエスクデロ競飛王を前線に投入。これにより本職のセンターバックが上夷克典1人のみとなり、闘莉王との接触で同じく頭部から出血を伴う怪我を負い、頭をテーピングで固定した状態の右サイドバック安藤を、急遽センターバックに移したが、攻守のバランスを欠いた状態で後半45分を戦わざるを得なくなると、ここから柏がゴールラッシュを見せる。57分、ペナルティエリア内でパスを受けたオルンガがゴール右へシュートを放ち5点目を挙げると、直後の60分にはオルンガのパスを受けたクリスティアーノがカットインから弧を描くミドルシュートを決め6点目、64分には単独で攻め上がった江坂任のシュートのこぼれ球をオルンガが押し込み7点目、67分には左サイドの瀬川のクロスに走り込んだオルンガが頭で合わせて連続ゴールで8点目を挙げた。この時点でオルンガはダブルハットトリックを達成。柏の攻勢はさらに続き、70分には右サイドでボールを受けたクリスティアーノがシュートを決め9点目（自身2点目）、78分には途中出場のマテウス・サヴィオのボレーシュートがオルンガに当たってゴールへ入り10点目（オルンガは7点目）。直後の79分にはエリア内のこぼれ球をマテウス・サヴィオが流し込み11点目、82分にはロングパスを収めたオルンガからパスを受けたクリスティアーノが決め、クリスティアーノもハットトリックを達成。京都はエスクデロが1対1の決定機を作り出すもGK中村のビッグセーブにあって得点ならず、逆にアディショナルタイムにはロングパスを受けたオルンガがGKをかわしてシュートを決め自身8点目、合計で13点目を挙げてようやく試合終了。柏が13-1という記録的大差で京都を下し、優勝に花を添えた。
一方の京都は駆けつけたサポーターが最後まで応援の声を切らさなかったものの、勝てば6位浮上となっていた試合で惨敗を喫し8位に終わる結果となった
。
| 柏レイソル | 13 - 1   | 京都サンガF.C.  |
| --- | -------- | --------------- |
| - オルンガ 6分, 23分, 33分, 57分, 65分, 67分, 78分, 90+1分 - 瀬川祐輔 27分 - クリスティアーノ 60分, 70分, 84分 - マテウス・サヴィオ 79分 | 公式記録 | 小屋松知哉 38分 |

### 試合データ
| 柏レイソル   |    |                    |      |
|              |    |                    |      |
| GK           | 23 | 中村航輔           |      |
| DF           | 33 | 高橋峻希           | 82分 |
| DF           | 50 | 山下達也           | 37分 |
| DF           | 02 | 鎌田次郎           | 21分 |
| DF           | 04 | 古賀太陽           | 42分 |
| MF           | 27 | 三原雅俊           | 73分 |
| MF           | 35 | ヒシャルジソン     |      |
| MF           | 09 | クリスティアーノ   |      |
| MF           | 18 | 瀬川祐輔           |      |
| FW           | 26 | オルンガ           |      |
| FW           | 10 | 江坂任             | 73分 |
| サブメンバー |    |                    |      |
| GK           | 16 | 滝本晴彦           |      |
| DF           | 20 | 上島拓巳           |      |
| DF           | 32 | 川口尚紀           | 82分 |
| MF           | 38 | 菊池大介           |      |
| MF           | 17 | 手塚康平           |      |
| MF           | 07 | 大谷秀和           | 73分 |
| FW           | 22 | マテウス・サヴィオ | 73分 |
| 監督         |    |                    |      |
| ネルシーニョ |    |                    |      |

| 京都サンガFC |    |                    |      |
|              |    |                    |      |
| GK           | 21 | 清水圭介           |      |
| DF           | 04 | 田中マルクス闘莉王 | 46分 |
| DF           | 06 | 本多勇喜           | 14分 |
| DF           | 16 | 安藤淳             |      |
| DF           | 25 | 上夷克典           |      |
| MF           | 10 | 庄司悦大           |      |
| MF           | 14 | 仙頭啓矢           |      |
| MF           | 22 | 小屋松知哉         |      |
| MF           | 31 | 福岡慎平           |      |
| MF           | 41 | 金久保順           |      |
| FW           | 23 | 一美和成           | 61分 |
| サブメンバー |    |                    |      |
| GK           | 01 | 加藤順大           |      |
| DF           | 28 | 冨田康平           | 14分 |
| MF           | 07 | レナン・モッタ     | 61分 |
| MF           | 20 | ジュニーニョ       |      |
| MF           | 50 | 藤本淳吾           |      |
| FW           | 13 | 宮吉拓実           |      |
| FW           | 39 | エスクデロ競飛王   | 46分 |
| 監督         |    |                    |      |
| 中田一三     |    |                    |      |

| 項目 | 柏 | 京都 |
| ---- | -- | ---- |
| FK   | 8  | 15   |
| CK   | 3  | 4    |
| PK   | 0  | 0    |
| 警告 | 3  | 0    |
| 退場 | 0  | 0    |

## 更新されたJリーグ記録
この節の出典：
- 1試合最多得点：柏 13得点
  - これまでは1998年4月15日のJリーグ1stステージ第6節・セレッソ大阪対ジュビロ磐田（長居スタジアム）で挙げた磐田の9得点（C大阪 1-9 磐田）が最多。
  - J2では2016年5月28日のJ2第15節・清水エスパルス対ザスパクサツ群馬（IAIスタジアム日本平）で挙げた清水の8得点（清水 8-0 群馬）と2013年7月3日のJ2第22節・FC岐阜対ガンバ大阪（長良川競技場）で挙げたG大阪の8得点（岐阜 2-8 G大阪）が最多。
- 1試合最多得点差：12点差
  - これまでは上述のC大阪 1-9 磐田・清水 8-0 群馬の他、以下の3試合を含む5試合での8点差[11]が最多。
    - 2003年7月26日 J1 1stステージ第14節・ヴィッセル神戸 0-8 大分トリニータ（神戸ウイングスタジアム）
    - 2015年3月21日 J3第2節・レノファ山口FC 8-0 Jリーグ・アンダー22選抜（維新百年記念公園陸上競技場）
    - 2019年8月17日 J1第23節・清水エスパルス 0-8 北海道コンサドーレ札幌（IAIスタジアム日本平）
- 1試合合計最多得点：14点
  - これまでは1998年8月8日のJリーグ1stステージ第17節・セレッソ大阪 5-7 柏レイソル（長居スタジアム）の12点が最多。
- 1試合個人最多得点：柏・オルンガ 8得点
  - これまでのリーグ戦では、以下の4選手の1試合5得点が最多。
    - 野口幸司（ベルマーレ平塚 / 1995年5月3日 Jリーグサントリーシリーズ第13節・対鹿島アントラーズ＠平塚競技場）
    - エジウソン（柏レイソル / 1996年5月4日 J第12節・対ガンバ大阪＠万博記念競技場）
    - 中山雅史（ジュビロ磐田 / 1998年4月15日 Jリーグ1stステージ第6節・対セレッソ大阪＠長居スタジアム）
    - 呂比須ワグナー（名古屋グランパス / 1999年5月29日 Jリーグ1stステージ第15節・対浦和レッズ＠瑞穂陸上競技場）

  - これまでのJ2リーグ戦では10名（延べ13回）[注釈 1]が挙げた1試合4得点が最多。
  - これまでの（リーグ戦以外を含めた）Jリーグ公式戦ではバレー（ヴァンフォーレ甲府）が2005年12月10日にJ1・J2入れ替え戦第2戦（対柏レイソル＠日立柏サッカー場）で記録した1試合6得点が最多。

## 挿話
- オルンガはこの試合8得点を挙げ、年間得点数で27得点にまで伸ばしたが、同日の試合で1ゴールを挙げたレオナルド（アルビレックス新潟）が得点数を28に伸ばしたため、得点王を獲得することは出来なかった。試合後、レオナルドは8ゴール差からオルンガの猛追を受けたことに対し、笑いながら「（得点を防げなかった）京都に対して怒りを覚えた」とコメントした[13]。
- 京都監督の中田一三は前年過去最低の19位に終わったチームを立て直したものの、結果的にプレーオフに進めなかったことで、クラブ側の「指導体制の見直し」の方針により、この試合を最後に監督を退任した。コーチのゲルト・エンゲルスも退任している[14]。
- 負傷退場した京都DF田中マルクス闘莉王は同年12月に現役引退を発表[15]。この試合が現役ラストゲームとなった。
- 日本スポーツ企画出版社が発行した「2020 J1&J2&J3選手名鑑」（サッカーダイジェスト 編集）では、クラブに在籍する選手に「過去対戦して最も衝撃を受けた選手」をアンケートの1項目として尋ねているが、27選手がその対象にオルンガを挙げた。この試合で対戦したエスクデロ競飛王と仙頭啓矢を始めとする回答者はいずれも8得点を挙げる決定力を評価した[16]。
- J2の11月度の月間ベストゴールに60分のクリスティアーノの1点目（チーム6点目）が選出された[17]。ライターの鈴木潤は大量点差を生んだ要因として指揮官のネルシーニョがあらゆる状況にあってもチームに根付かせた貪欲に勝利を狙う方針を曲げないスタイルをフィーチャーし、優勝が確定した状況でも本来以上の攻勢を見せた京都への対策を怠らなかったと評した[18]。
- 両チームの公式戦での再戦は2021年7月7日の天皇杯 JFA 第101回全日本サッカー選手権大会3回戦にて2年ぶりに実現。京都が2-1で勝利し、当試合と同じ三協F柏でリベンジを果たした。京都がJ1に昇格した2022年にはリーグ戦でも4月17日に3年ぶりに対戦し、同じく三協F柏で京都が2-0で勝利した。